# Роквил
Роквил (на английски: Rockville) е град в Мериленд, Съединени американски щати, административен център на окръг Монтгомъри. Намира се на 25 km северозападно от центъра на Вашингтон. Населението му е около 57 000 души (2005).

## Известни личности
Починали в Роквил
- Едгар Кран (1894 – 1961), естонски математик

- Фрида Фром-Райхман (1889 – 1957), американска и германска психиатърка
- Драгослав Аврамович (1919 – 2001), сръбски икономист
- Бари Съсман (1934 – 2022), американски журналист и анализатор
- Чарлс Шефилд (1935 – 2002), британско-американски писател

Погребани в Роквил
- Франсис Скот Фицджералд (1896 – 1940), американски писател
- Зелда Фицджералд (1900 – 1948), американска писателка, съпруга на Ф. Ск. Фицджералд
- Рейчъл Карсън (1907 – 1964), американска морска биоложка